# Macromitrium annamense
Macromitrium annamense är en bladmossart som beskrevs av Brotherus och Paris in Brotherus 1925. Macromitrium annamense ingår i släktet Macromitrium och familjen Orthotrichaceae. Inga underarter finns listade i Catalogue of Life.